# Monohelea macfiei
Monohelea macfiei är en tvåvingeart som beskrevs av Wirth 1953. Monohelea macfiei ingår i släktet Monohelea och familjen svidknott. Inga underarter finns listade i Catalogue of Life.